# Екатеринвердерская башня
Екатеринвердерская башня — памятник архитектуры. Расположена в Гатчине, современный адрес — Дворцовый парк, Красноармейский проспект, 3Б.
Предполагалось, что будет построена целая крепость Екатеринвердер; в планировке квартала были задуманы жилые кварталы с собором, казармами и гостиным двором. Из всей задумки была построена только одна башня.
К. Пластинин начал строительство в 1794 году и завершил его в 1796 году. Башня восьмиугольная, с небольшой пристройкой. Нижний этаж рустован по горизонтали, карниз сделан из гатчинского известняка.
Башня внешне выглядела так же, как угловые башни Кухонного и Арсенального каре. В середине XIX века Р. И. Кузьмин перестроил дворцовые башни, но башня Екатеринвердера сохранила свой облик.
В 1850-е годы в башне жили дворцовые слуги, затем здание занимали аптека и телеграф, далее башня снова использовалась под жилые помещения.